# Sarcophaga tadjikiella
Sarcophaga tadjikiella är en tvåvingeart som först beskrevs av Andy Z. Lehrer 2006.  Sarcophaga tadjikiella ingår i släktet Sarcophaga och familjen köttflugor. Inga underarter finns listade i Catalogue of Life.